# Puerto Rican Power
Puerto Rican Power est un groupe de salsa portoricain, formé à la fin des années 1970 par le bassiste Jesús "Chuy" Castro. 
Lorsque Jesús Castro a décidé d'étudier la médecine, le trompettiste Luís César Ayala a repris le combo en 1979 et a signé chez Fania Records. 
Puerto Rican Power a accompagné un certain nombre d'artistes de salsa célèbres tels que Celia Cruz, Cheo Feliciano, Pete "El Conde" Rodriguez, Vitin Aviles (en), Santitos Colón, Ismael Miranda, Héctor Lavoe, Paquito Guzmán (es) et d'autres. 
En 1983, Tito Rojas rejoint le groupe en tant que chanteur et mène le groupe à ses premiers succès. Ils ont obtenu un contrat d'enregistrement avec Musical Productions et ont enregistré des tubes comme Noche de bodas, Quiereme tal como soy, Juguete de nadie, A donde irás , Emergencia de amor et Quiero volver contigo .
La chanson A donde irás a remporté de nombreux prix et récompenses nationaux et internationaux tels que La Campana de Oro, El Combo de Oro, El Buho de Oro, Diplos, Paolis, Tú Música et des mentions dans les Premium Billboard Charts. En 1999, ils signent chez J&N Records et produisent des albums à succès tels que Men in Salsa, Wild Wild Salsa, Salsa Another Day et Exitos y Más. Des sorties telles que Tu cariñito, Me tiene loco , Doctor, Sí pero no, Pena de amor, Cuando faltas tú et Mi mujer es una policia est devenu bien connu sur la scène salsa des Caraïbes, d'Amérique centrale et du Sud, des États-Unis et d'Europe. 
Leur album Salsa of the Caribbean propose différents styles de musique antillaise. 

## Discographie
- Tres Mujeres avec Tito Rojas (1987)
- Solo Con Un Beso avec Tito Rojas (1988)
- Canta Tito Rojas - hits : "Quiéreme tal como soy", "Amor de mentira", "Noche de boda" et "Piel con piel",
- Con Más Poder
- Con Todo El Poder 1992, contenant le hit A Donde Iras
- Men in Salsa, 1999.
- Wild Wild Salsa 2001
- Salsa Another Day 2003
- Exitos y Mas (DualDisc) 2006
- Salsa of the Caribbean 2007
- Orquesta Puerto Rican Power 2008
- Tranquilo y Tropical 2015
- Dos X Uno 2017